# Lycianthes luisana
Lycianthes luisana är en potatisväxtart som beskrevs av Standley. Lycianthes luisana ingår i Himmelsögonsläktet som ingår i familjen potatisväxter. Inga underarter finns listade i Catalogue of Life.